# 福島県道149号月舘霊山線
福島県道149号月舘霊山線（ふくしまけんどう149ごう つきだてりょうぜんせん）は、福島県伊達市内を通る一般県道である。

## 路線概要
- 起点：伊達市月舘町御代田字六角
- 終点：伊達市霊山町中川原字畑
- 総延長：5.646 km[1]
  - 実延長：5.133 km

ほぼ全線に渡り広瀬川に沿う。

### 重用路線
- 国道115号（伊達市霊山町山戸田字土関～同市霊山町山戸田字中落合）

### 道路施設
前柳橋
- 全長：66.0 m
  - 主径間：38.8 m
- 幅員：6.5(8.0) m
- 形式：2径間鋼連続箱桁橋
- 竣工：2000年度

伊達市月舘町御代田字北・字前柳から字古川に跨り、一級水系阿武隈川水系広瀬川を渡る。橋上は上下対向2車線で供用され、歩道は設置されていない。線形が半径100 mのカーブを描くことから、橋桁にはアウトリガーが付けられている。総工費は2億2700万円。
土関橋
- 全長：20.8m
- 幅員：7.0m
- 竣工：1976年[3]

霊山町山戸田字土関にて一級水系阿武隈川水系石田川を渡る。橋上は上下対面通行で供用され、センターラインは描かれていない。山戸田バイパス開通以前は橋北詰の交差点にて国道115号と交差していた。

## 沿革
- 1976年（昭和51年）11月16日 - 福島県によって県道路線に認定される[4]。

## 通過する自治体
- 伊達市

## 接続・交差する道路
- 国道349号（国道399号重用区間）（月舘町御代田字六角 起点）
- 国道115号 相馬市方面（霊山町山戸田字土関）
- 国道115号 福島市方面（霊山町山戸田字中落合）
- 宮城県道・福島県道45号丸森霊山線（霊山町中川原字畑 終点）

## 沿線
- 広瀬川